# Andrzej Grzymkowski
Andrzej Grzymkowski (ur. 2 czerwca 1947 w Płońsku) – polski archeolog, muzealnik, regionalista i samorządowiec.

## Życiorys
Absolwent Wydziału Archeologii Uniwersytetu Warszawskiego (1970). Starszy kustosz, wieloletni dyrektor Muzeum Ziemi Zawkrzeńskiej w Mławie, obecnie starszy kustosz w  dziale archeologicznym tej placówki. Współzałożyciel Polskiego Towarzystwa Archeologiczno-Numizmatycznego Oddział w Mławie, działacz Towarzystwa Przyjaciół Ziemi Zawkrzeńskiej i PTTK, w latach 2005–2008 członek zarządu Oddziału Mazowieckiego Stowarzyszenia Muzealników Polskich. Radny powiatowy, w latach 1998–2002 starosta mławski. Autor ponad stu prac popularnonaukowych i naukowych. Odznaczony m.in. Odznaką „Zasłużony Działacz Kultury”, Zasłużony dla Miasta Mławy, Odznaką honorową „Zasłużony dla Kultury Polskiej”. Laureat Nagrody II stopnia im. Zygmunta Glogera (1995) za dokonania w dziedzinie archeologii.

## Wybrane publikacje
- Muzeum Ziemi Zawkrzeńskiej w Mławie, 1989;
- Muzeum Ziemi Zawkrzeńskiej. Archeologia. Zbiory, badania i najciekawsze zabytki działu archeologicznego, 2007.